# 托尼·默肯斯
托尼·默肯斯（德語：Toni Merkens，1912年6月21日—1944年6月20日），德国男子自行车运动员。他曾代表德国参加1936年夏季奥林匹克运动会自行车比赛，获得男子个人竞速赛金牌。